# Kúnar
Provincie Kúnar (persky ولایت کنر‎, paštunsky د کونړ ولایت‎) je jednou z 34 afghánských provincií ležící v severovýchodní části země. Kúnar hraničí s provinciemi Nangarhár na jihu, Núristán na jihu, Laghman na severu a na západě s Pákistánem. Hlavním městem je Asadábád. Provincie má rozlohu 4339 km². Většinu povrchu tvoří hory, čehož využívají především povstalecké skupiny.